# اونن
اونن (به هلندی: Onnen) یک منطقهٔ مسکونی در هلند است که در هارن، خرونینگن واقع شده‌است.